# Igatpuri
Igatpuri (o Wigatpura, Vigatpuri) è una città dell'India di 31.572 abitanti, situata nel distretto di Nashik, nello stato federato del Maharashtra. In base al numero di abitanti la città rientra nella classe III (da 20.000 a 49.999 persone).

## Geografia fisica
La città è situata a 19° 41' 60 N e 73° 32' 60 E e ha un'altitudine di 585 m s.l.m..

## Società

### Evoluzione demografica
Al censimento del 2001 la popolazione di Igatpuri assommava a 31.572 persone, delle quali 16.411 maschi e 15.161 femmine. I bambini di età inferiore o uguale ai sei anni assommavano a 4.326, dei quali 2.303 maschi e 2.023 femmine. Infine, coloro che erano in grado di saper almeno leggere e scrivere erano 23.288, dei quali 13.199 maschi e 10.089 femmine.